# Vals (Ariège)
Vals é uma comuna francesa na região administrativa de Occitânia, no departamento de Ariège. Estende-se por uma área de 4,13 km². Em 2010 a comuna tinha 96 habitantes (densidade: 23,2 hab./km²).